# Paul von Hindenburg als Ehrenbürger

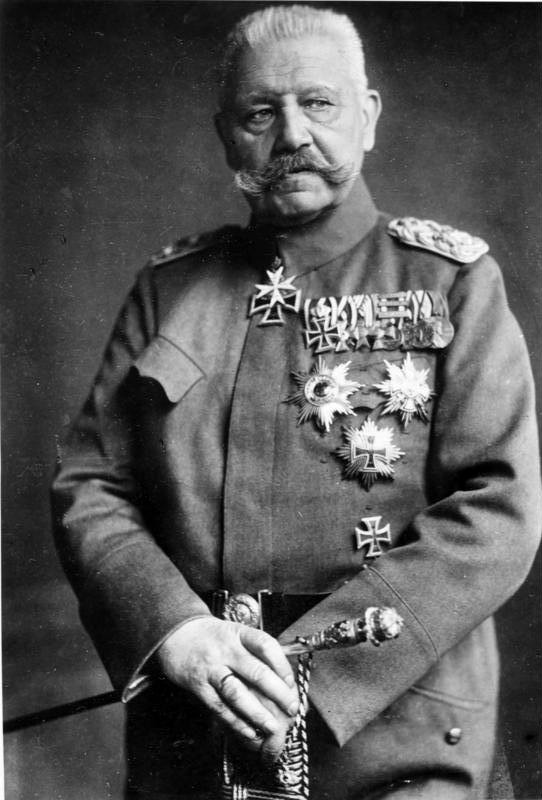
Paul von Hindenburg

Die Liste der Ehrenbürgerschaften Paul von Hindenburgs führt die Ehrenbürgerschaften auf, die Paul von Hindenburg (1847–1934) verliehen wurden. Hindenburg bekam zunächst im Zusammenhang mit seinen Verdiensten im Ersten Weltkrieg vor allem in Preußen Ehrenbürgerschaften verliehen. Insbesondere anlässlich seines 70. Geburtstages im Jahr 1917 sprachen mehrere Städte diese Ehrung aus.
Mit der so genannten „nationalen Erhebung“, der Ernennung Adolf Hitlers zum Reichskanzler am 30. Januar 1933 („Machtübergabe“), gingen zahlreiche Städte des Deutschen Reichs dazu über, ihn neben führenden Politikern der NSDAP trotz fehlenden Ortsbezugs zu ihrem Ehrenbürger zu ernennen. Insgesamt war er laut dem Journalisten Rudolf Olden Ehrenbürger von 150 deutschen Städten; Hans-Otto Meissner, der Sohn des Büroleiters des Reichspräsidenten Otto Meissner, spricht sogar von Ehrenbürgerschaften in 3824 deutschen Städten und Gemeinden. Nach Ende des Zweiten Weltkriegs wurden diese Ehrungen von einzelnen Städten symbolisch wieder aberkannt.

## Ehrenbürgerschaften (unvollständig)
| Stadt                                | Datum der Verleihung                                     | Datum der Aberkennung |
| ------------------------------------ | -------------------------------------------------------- | --- |
| Aachen                               | Okt. 1930                                                | |
| Amern (heute Schwalmtal/Niederrhein) | 12. Apr. 1933                                            | |
| Ansbach                              | 20. Apr. 1933                                            | Mai 2021: Die Stadt Ansbach stellt offiziell fest, dass Hindenburg seit seinem Tod kein Ehrenbürger mehr sei – genauso wie namentlich Adolf Hitler, Julius Streicher und Ludwig Siebert. Der Stadtrat distanziert sich dabei ausdrücklich von den Entscheidungen während der NS-Zeit. |
| Apolda                               | 1917                                                     | |
| Aschersleben                         | 1917                                                     | |
| Augsburg                             | 25. Apr. 1933                                            | 14. Jan. 1947 |
| Bad Honnef                           | April 1933                                               | Oktober 2024: Der Stadtrat entzog mit einem einstimmigen Votum Hindenburg posthum die Ehrenbürgerschaft. |
| Bad Kreuznach                        | 1918                                                     | |
| Bad Oeynhausen                       | 5. Apr. 1933                                             | 7. Mai 2014 |
| Bad Salzuflen                        | 1933                                                     | |
| Bad Tölz                             | 1. Sep. 1926: Erste Verleihung in bayerischer Gemeinde   | 25. Juni 2013 |
| Balingen                             | 1933                                                     | |
| Bamberg                              | 1933                                                     | |
| Berlin                               | 1933                                                     | 11. März 2015: Ein Antrag der Partei Die Linke auf Löschung wird vom Berliner Abgeordnetenhaus mehrheitlich abgelehnt. 30. Januar 2020: Das Abgeordnetenhaus erkennt mit der Mehrheit des rot-rot-grünen Senats den Ehrenbürgerstatus ab.                                             |
| Bietigheim                           | 1933                                                     | |
| Bochum                               | 1917                                                     | |
| Bonn                                 | 1933                                                     | |
| Brandenburg an der Havel             | 2. Apr. 1933                                             | 28. Aug. 2013: Die Stadtverordnetenversammlung distanzierte sich von der Verleihung der Ehrenbürgerschaft. |
| Bremen                               | 1917                                                     | |
| Büdingen                             | 1933                                                     | |
| Coburg                               | 1917                                                     | |
| Deggendorf                           | 1933                                                     | |
| Dietramszell                         | Sep. 1926                                                | 17. Dez. 2013 |
| Dortmund                             | 1917                                                     | 1980 |
| Dresden                              | 27. März 1933                                            | |
| Duisburg                             | 1917                                                     | 21. Jan. 2013 |
| Düren                                | 2. Dez. 1917                                             | |
| Düsseldorf                           | 1917                                                     | |
| Eggenfelden                          | 11. Juni 1933                                            | 5. April 2011 |
| Erlangen                             | 1933                                                     | 28. Okt. 2020 |
| Ettenkirch                           |                                                          | 25. Nov. 2013 |
| Frankfurt am Main                    | 3. Apr. 1933                                             | 11. Juni 2015 |
| Fulda                                | 12. Apr. 1933                                            | |
| Fürth                                | 27. Apr. 1933                                            | 20. Mai 1945 |
| Gelsenkirchen                        | 1933                                                     | Ende 1945 |
| Gotha                                | 1917                                                     | |
| Hagen                                | 1933                                                     | |
| Halberstadt                          | 1917                                                     | |
| Halle (Saale)                        | 1933                                                     | 29. Mai 1991 |
| Hamburg                              | 2. Okt. 1917 (zum 70. Geburtstag)                        | |
| Hameln                               | 13. Apr. 1933 (auf Beschluss des Bürgervorsteherkollegs) | 20. Sep. 2017 |
| Hannover                             | 26. Aug. 1915                                            | |
| Hennef                               | 10. Apr. 1933                                            | November 2013, „Distanzierung“ von Hindenburg |
| Herrenberg                           | 24. März 1933                                            | |
| Hildesheim                           | 3. Juli 1933                                             | |
| Höxter                               | 27. März 1933                                            | |
| Ilmenau                              | 2. Okt. 1917                                             | |
| Jena                                 | 1917                                                     | |
| Jever                                | 31. März 1933                                            | |
| Karlsruhe                            | 26. März 1915                                            | In der Gemeinderatssitzung vom 11. Dezember 2018 wurde dem Antrag auf Aberkennung mehrheitlich zugestimmt. |
| Kassel                               | 1919                                                     | |
| Kiel                                 | 20. Juli 1933                                            | 16. Jan. 2014 |
| Kitzingen                            | 2. Okt. 1927                                             | |
| Koblenz                              | 28. Sep. 1917                                            | 15. Mai 2020 |
| Kolberg                              | Mai 1919                                                 | |
| Köln                                 | 30. März 1933                                            | 27. Apr. 1989 |
| Konstanz                             | 1932                                                     | Die Stadt Konstanz entzog ihm die Ehrenbürgerwürde in einem symbolischen Akt durch die Sitzung des Gemeinderates am 26. September 2019. |
| Kötzschenbroda                       | 1933                                                     | |
| Landau in der Pfalz                  | 1933                                                     | 25. Nov. 2012, Löschung vom Rat der Stadt mehrheitlich abgelehnt |
| Leipzig                              | im Nationalsozialismus                                   | Dezember 1990 |
| Lübeck                               | 1917                                                     | |
| Lüneburg                             | 1918                                                     | |
| Magdeburg                            | 1914                                                     | |
| Marburg                              | 3. Apr. 1933                                             | Aberkennung 1946 auf Anordnung der amerikanischen Militärbehörde |
| Meißen                               | 1933                                                     | |
| Memmingen                            | 27. Apr. 1933                                            | |
| Mittenwald                           | 29. Apr. 1933                                            | |
| München                              | 1929                                                     | 1946 |
| Mülheim an der Ruhr                  | 1933                                                     | 1995 |
| Münster                              | 1933                                                     | 2012 |
| Neuss                                | 1933                                                     | 2022 |
| Neustadt an der Aisch                | 1933                                                     | |
| Nordhausen                           | 13. Aug. 1917                                            | 29. Aug. 1990 |
| Nürnberg                             | 1932                                                     | |
| Oldenburg                            | 1917                                                     | 30. Sep. 2015 |
| Paderborn                            | 1933                                                     | |
| Passau                               | 1933                                                     | |
| Plauen                               | 1933                                                     | |
| Potsdam                              | 10. Apr. 1933                                            | 1. Dez. 2021 |
| Radebeul                             | 1933                                                     | |
| Recklinghausen                       | 1933                                                     | |
| Rheine                               | 13. Apr. 1939                                            | |
| Rosenheim                            | 28. März 1933                                            | nicht aberkannt, jedoch mit dem Tode am 2. August 1934 erloschen |
| Rostock                              | 1933                                                     | 15. Mai 2013 |
| Rudolstadt                           | 1917                                                     | |
| Saarbrücken                          | 1. Mai 1934                                              | |
| Schrobenhausen                       | 1933                                                     | 1. Aug. 1946 |
| Schwandorf                           |                                                          | 23. Feb. 1948 |
| Soest                                | 1933                                                     | 19. Juni 1946 |
| Sommerach                            | 11. Apr. 1933                                            | |
| Speyer                               | 27. Apr. 1933                                            | |
| Spremberg                            | 11. Apr. 1933                                            | 3. Nov. 2014 |
| Stuttgart                            | 1933                                                     | 2010 |
| Tegernsee                            | 1933                                                     | 5. Apr. 2016 |
| Trier                                | 1930                                                     | 9. Juli 2020 |
| Tübingen                             |                                                          | 17. Juni 2013 |
| Volkach                              | 1933                                                     | |
| Weiden i.d.Opf.                      | 1933                                                     | nach dem Zweiten Weltkrieg |
| Weimar (Thüringen)                   | 2. Oktober 1917                                          | |
| Weinsberg                            | 16. März 1933                                            | |
| Wermelskirchen                       | 1933                                                     | |
| Wiesentheid                          | 1933                                                     | nach dem Zweiten Weltkrieg aus der Ehrenbürgerliste gestrichen |
| Wilsdruff                            | 1933                                                     | 1990 |
| Wilhelmshaven                        | 11. Apr. 1933                                            | |
| Wipperfürth                          | 1917                                                     | |
| Worms                                | 2. Mai 1933                                              | |
| Wuppertal                            | 4. Apr. 1933                                             | nach dem Zweiten Weltkrieg |
| Zittau                               | 1917                                                     | |
| Zwickau                              | 1933                                                     | [ 50 ] |